# Евдокимова (Пермский край)
Евдокимова — деревня в Кудымкарском районе Пермского края. Входила в состав Ленинского сельского поселения. Располагается на правом берегу реки Нердва южнее от города Кудымкара. Расстояние до районного центра составляет 35 км. По данным Всероссийской переписи населения 2010 года, в деревне проживало 23 человека (12 мужчин и 11 женщин).

## История
По данным на 1 июля 1963 года, в деревне проживало 60 человек. Населённый пункт входил в состав Ленинского сельсовета.